# Макензи (Мисури)
Макензи (енгл. Mackenzie) град је у америчкој савезној држави Мисури.

## Демографија
По попису из 2010. године број становника је 134, што је 3 (-2,2%) становника мање него 2000. године.
| Група             | 2000.       | 2010.       |
| Белци             | 130 (94,9%) | 132 (98,5%) |
| Афроамериканци    | 0 (0,0%)    | 0 (0,0%)    |
| Азијати           | 4 (2,9%)    | 0 (0,0%)    |
| Хиспаноамериканци | 3 (2,2%)    | 1 (0,7%)    |
| Укупно            | 137         | 134         |